# António de Sousa (Schriftsteller, 1957)

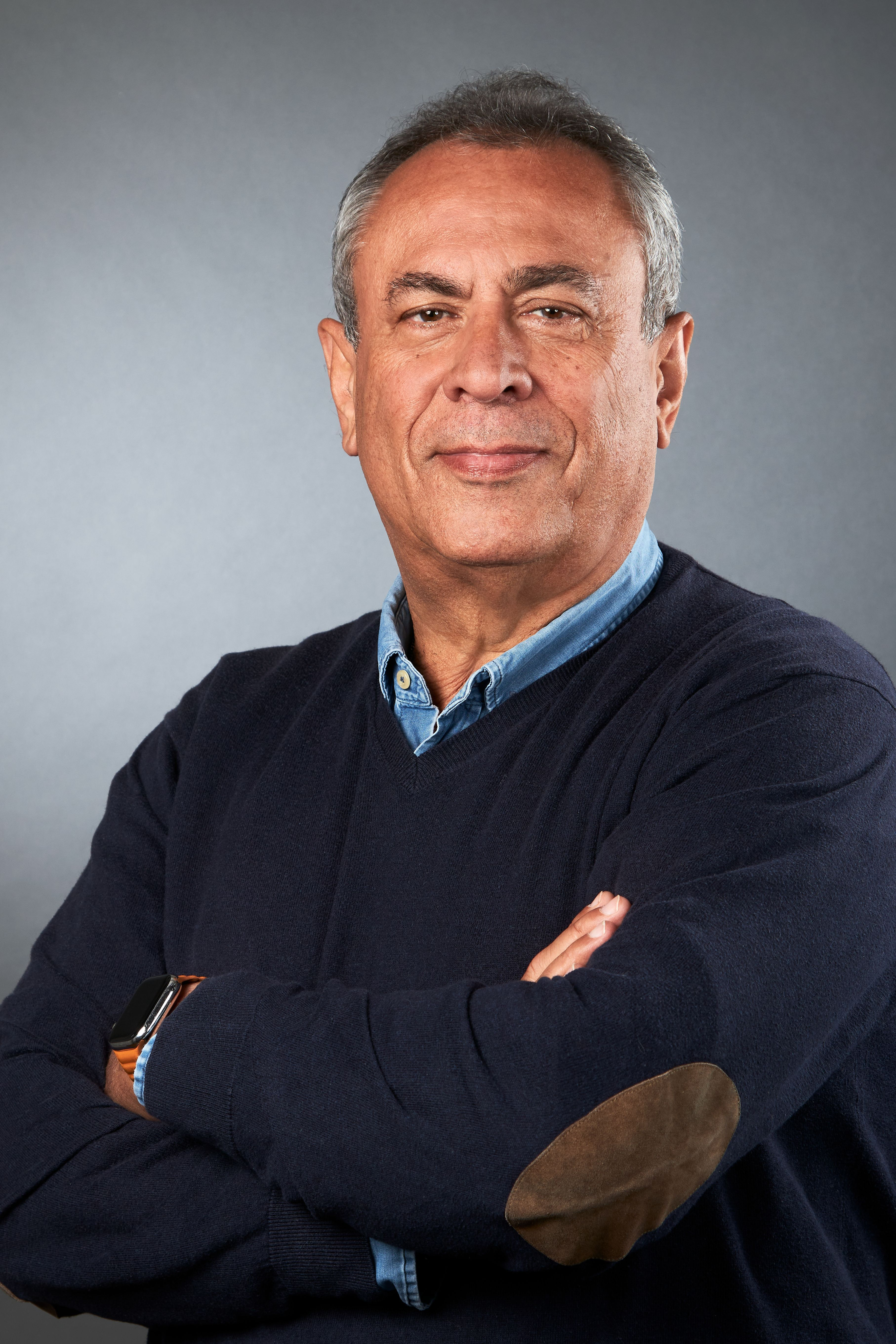

António de Sousa (* 23. April 1957 in Bonga-Yasa im damaligen Belgisch-Kongo, der heutigen Demokratischen Republik Kongo) ist ein portugiesischer Schriftsteller. Er stammt von einem kongolesischen Vater und einer portugiesischen Mutter ab. Seine Bücher erscheinen in Frankreich, Portugal und neuerdings Deutschland. Er ist ein Vielreisender und Weltbürger, lebt jetzt in Deutschland. Er spricht Portugiesisch, Französisch und zwei Sprachen der Demokratischen Republik Kongo (Kikongo und Lingala).

## Leben
António Silva de Sousa wurde in Yasa-Bonga in eine gutbürgerliche Familie hineingeboren, sein Vater Carlos ist Mechaniker und Leiter einer Manufaktur, seine Mutter Maria Irene Hausfrau und Mitarbeiterin. Er hat einen älteren und einen jüngeren Bruder, eine ältere und jüngere Schwester. António de Sousas Leben war von Beginn an verschiedenen Kulturen ausgesetzt. Als sechsjähriger Junge besuchte er das Jesuiteninternat in Kiniati, bis er mit seinen Geschwistern zu seinen Großeltern mütterlicherseits nach Sertã in Zentralportugal geschickt wurde, wo er mehrere Preise in seiner Schullaufbahn erhielt. Bis heute sieht er seine Großeltern als Eltern an und lebt mit den Werten, die ihm vermittelt wurden; er schätzt die Opfer, die seine hart arbeitenden Großeltern für sie erbrachten.
Eine schwierige Periode nach der Nelkenrevolution, die die Diktatur beendete, machte es schwierig, Arbeit zu finden. Er arbeitete, wo er Arbeit fand.
Von seinen Eltern gebeten, reiste Sousa wieder nach Afrika, in das damalige Zaïre. Dort arbeitete er sich hoch von Lastwagenfahrer über Aufkäufer von Agrikulturprodukten, Händler etc. bis hin zu Management-Positionen in Betrieben mit über 3000 Mitarbeitern. Er heiratete und hatte vier Kinder, von denen ein Sohn in jungem Alter starb.
Niedergelassen in der Südheide in Deutschland, lebt er mit seiner Frau und geht seiner Passion zu Schreiben nach. Die ersten zwei Bücher sind biographische Romane über das Leben als Kind und Jugendlicher in Afrika und Portugal, in dem dritten Buch versucht er, seinem verstorbenen Sohn ein Leben zu geben. Die nächsten beiden Bücher sind historische Romane, die in Portugal und Afrika spielen.
Sein großes Interesse an Geschichte spiegelt sich in allen seinen Romanen wider, er sucht nach Fakten, die in die Bücher eingearbeitet werden. In seiner Freizeit genießt er die Heidelandschaft auf seinen langen Wanderungen, hört Musik und fotografiert.

## Werke

### Auf Portugiesisch erschienen
- As memórias de dois mundos - O Primeiro Mundo. Verlag: Chiado Books, ISBN 978-989-52-6549-7
- As memórias de dois mundos - O Segundo Mundo. Verlag: Chiado Books, ISBN 978-989-52-8898-4
- A encruzilhada de destinos. Verlag: Ediçoes Viera da Silva, ISBN 978-989-779-546-6
- O Filho do Condutor de Diligência. Verlag: Theya, 2024. ISBN 978-989-9012-95-0
- O Filho do Cordoeiro. Verlag: Theya, 2025 ISBN 978-989-9012-98-01

### Auf Französisch erschienen
- Les mémoires de deux mondes - Le premier Monde. Éditions Baudelaire, ISBN 979-10-203-5547-8
- Les mémoires de deux mondes - Le Second Monde. Editions Baudelaire, ISBN 979-10-203-4226-3
- La croisée de destins. Editions Baudelaire, ISBN 979-10-203-4682-7
- Le fils du conducteur de diligence. 2024, Editions Maïa, ISBN 979-10-425-0432-8
- Le fils du cordier. 2025, Editions Douro, ISBN 978-2-38406489-2

### Auf Deutsch erschienen
- Das Leben des Matthias Loïc. Novum, ISBN 978-3-99130-344-2

### Auf Englisch erschienen
- The Life of Matthias Loïc. Novum Publishing, ISBN 978-1-64268-522-0

| Personendaten    | Personendaten                  |
| ---------------- | ------------------------------ |
| NAME             | Sousa, António de              |
| KURZBESCHREIBUNG | portugiesischer Schriftsteller |
| GEBURTSDATUM     | 23. April 1957                 |
| GEBURTSORT       | Bonga-Yasa                     |